# 狗屎女事件
狗屎女（韓國語：／*/?）是一位南韓女子，她在地鐵車廂內沒有好好清理狗屎而遭網友利用部落格方式揭發，繼而成為南韓互聯網界內最轟動的大事之一。

## 經過
她在2005年6月5日搭乘首爾地鐵2號線，在車廂內，陪同她乘車的愛犬在車內留下大便。鄰座的老人要求她清理愛犬的大便，但她卻對該乘客惡言相向。
這件事剛好被一位網友看見並將之拍下，在互聯網公布後，隨即引起其他網友的注意。過了不久，該女子被網友稱為狗屎女，她與她的親友的個人資料遭到揭露，而她與她的愛犬在地鐵車廂內的照片亦在南韓國內的互聯網入門網站內流傳。

## 後續反應
隨著這件事在互聯網內十分受網友注意，主流媒體亦開始報道此事，而在美國的韓國社群亦曾討論此事。據悉，該女子後來更被逼離開她所就讀的大學，最后重新录取她并让她继续就读。